# Ljudmila Michailowna Pletnjowa
Ljudmila Michailowna Pletnjowa, geboren Ljudmila Michailowna Starzewa, (russisch Людмила Михайловна Плетнёва, урож. Старцева; * 23. Dezember 1936 in Tomsk) ist eine sowjetisch-russische Prähistorikerin und Hochschullehrerin.

## Leben
Pletnjowa besuchte die Tomsker Pädagogik-Schule (Abschluss 1955) und studierte an der Universität Tomsk (TGU) in der Historisch-Philologischen Fakultät mit Abschluss 1960. Andrei Dulson war einer ihrer Lehrer. Während des Studiums nahm sie an archäologischen Expeditionen und Ausgrabungen in Chakassien, Burjatien und in der Oblast Tomsk teil. Nach dem Studium arbeitete sie im Museum für materielle Kultur der TGU und im Florinski-Museum für Geschichte, Archäologie und Ethnographie Sibiriens.
1968 wurde Pletnjowa Mitarbeiterin des Forschungslaboratoriums für  Archäologie und Ethnographie der TGU. Nach der Aspirantur im Moskauer Institut für Archäologie der Akademie der Wissenschaften der UdSSR verteidigte sie 1974 an der TGU ihre Dissertation über die Tomsker Ob-Region in der frühen Eisenzeit mit Erfolg für die  Promotion zur Kandidatin der historischen Wissenschaften.
Pletnjowas Forschungsschwerpunkt war die kulturgeschichtliche Entwicklung der Region Tomsk. Sie  identifizierte dort die Schelomokskaja-Kultur der frühen Eisenzeit und untersuchte die Einflüsse der südlicheren Tagar-Kultur und Bolscheretschenskaja-Kultur. Ab dem 3. Jahrhundert v. Chr. geriet die Schelomokskaja-Kultur immer mehr unter den Einfluss der Kulaiskaja-Kultur bis zur Assimilation im 3.–4. Jahrhundert n. Chr. Auch fand sie Spuren der Kiptschaken und der Tataren der Barabasteppe des Mittelalters in der Region Tomsk.
Ab 1993 arbeitete Pletnjowa im Museum der Stadt Sewersk, dessen neuen Sektor für Archäologie und Ethnographie sie leitete. Sie verteidigte 1996 am Institut für Archäologie und Ethnographie der Sibirischen Abteilung der Russischen Akademie der Wissenschaften in Nowosibirsk erfolgreich ihre Doktor-Dissertation über die Tomsker Ob-Region im Mittelalter auf der Basis archäologischer Funde für die Promotion zur Doktorin der historischen Wissenschaften.
Pletnjowa lehrte an der Staatlichen Pädagogischen Universität Tomsk, deren Lehrstuhl für Archäologie und Ethnographie sie ab 2003 leitete.